# Thorogobius rofeni
Thorogobius rofeni és una espècie de peix de la família dels gòbids i de l'ordre dels perciformes. Poden assolir fins a 8,5 cm de longitud total. És un peix marí i d'aigües profundes que viu entre 260-650 m de fondària.
Es troba a l'Atlàntic oriental al golf de Guinea (davant les costes del Camerun).
És inofensiu per als humans.